# Maximo Tolonen
Maximo Tolonen (* 4. März 2001 in Espoo) ist ein finnischer Fußballspieler.

## Karriere

### Verein
Maximo Tolonen wurde als Sohn eines finnischen Vaters und einer argentinischen Mutter in der finnischen Stadt Espoo geboren. Bereits mit fünf Jahren übersiedelte seine Familie nach England und ließ sich dort in Cambridge nieder. Im Jahr 2011 zogen sie weiter nach Schottland, wo Tolonen zunächst in der Jugend der Glasgow Rangers spielte. Bereits nach kurzer Zeit wechselte er in die Jugend von Hibernian Edinburgh. Auch dort war er nur für kurze Zeit aktiv. Mit 12 Jahren kehrte er in sein Heimatland zurück und schloss sich dort dem Erstligisten FC Honka Espoo an. Sein Verein musste nach einer Lizenzverweigerung für die Saison 2015 in der dritten finnischen Spielklasse antreten. Nach ansprechenden Leistungen in der Reservemannschaft, saß der 15-jährige Tolonen am ersten Spieltag der Saison 2016 beim Spiel gegen Tampereen Pallo-Veikot zum ersten Mal in einem Meisterschaftsspiel auf der Ersatzbank, wo er jedoch nicht zum Einsatz kam. Sein Debüt in der Kakkonen Süd bestritt er einen Monat später, als er beim 3:0-Auswärtserfolg über den FC Viikingit in der 84. Spielminute für Elias Tuomela ins Spiel kam. Am 20. Spieltag wurde er beim 3:1-Heimsieg gegen Tampereen Pallo-Veikot erneut eingewechselt und im folgenden Spiel gegen den FC Kiffen 08 Helsinki stand er zum ersten Mal von Beginn an auf dem Platz. Diese drei Einsätze blieben die einzigen in seiner ersten Saison im Profifußball. Der FC Honka gewann in dieser Spielzeit 19 seiner 22 Ligaspiele und stieg damit überlegen, mit 13 Punkten Vorsprung auf den zweitplatzierten Tampereen PV, in die zweitklassige Ykkönen auf.
Am 14. September 2016 erzielte er im Pokalspiel gegen Malmin Ponnistajat sein erstes Pflichtspieltor. Zu Beginn der Saison 2017 kam Maximo Tolonen in sämtlichen Ligaspielen zum Einsatz, jedoch wurde er meist erst in den Schlussminuten eingewechselt. Beim 5:0-Heimsieg über Grankulla IFK konnte er das zwischenzeitliche 4:0 durch Rony Huhtala vorbereiten. Am 18. März schoss er seine Mannschaft mit einem Tor im Viertelfinale des finnischen Pokals gegen den FF Jaro ins Halbfinale, wo man letztendlich an Seinäjoen JK scheiterte. Beim historischen 10:0-Auswärtssieg am vorletzten Spieltag der Saison 2017 über Oulun Palloseura erzielte er in der 55. Minute sein erstes Ligator. Kurz vor Schluss besorgte er mit seinem zweiten Treffer des Tages den Endstand. Der FC Honka klassierte sich in der Tabelle auf dem 2. Rang und besiegte danach in der Relegation Helsingfors IFK. Damit schaffte man den direkten Durchmarsch von der dritten in die erste Spielklasse.
Am 5. Dezember 2017 bestätigte der FC Honka, dass Maximo Tolonen seinen auslaufenden Vertrag nicht verlängern wird und damit am Jahresende 2017 den Verein ablösefrei verlässt. Bereits 12 Tage später unterzeichnete er beim Seinäjoen JK einen Zweijahresvertrag. Für seinen neuen Verein debütierte er am 2. Februar 2018 beim 2:1-Pokalsieg gegen Kokkolan Palloveikot. Am 10. Februar netzte er beim 4:0-Heimsieg im Cup gegen Tampereen Pallo-Veikot erstmals für Seinäjoki und auch beim 1:1-Unentschieden beim FF Jaro traf er abermals. Sein erstes Spiel in der Veikkausliiga bestritt er am 7. April 2018 bei der 0:1-Heimniederlage gegen PS Kemi. In der Saison 2018 kam der junge Mittelfeldspieler in 14 Ligaspielen zum Einsatz und war auch für die Reservemannschaft in der Kakkonen aktiv. Dort traf er in fünf Spielen fünfmal und bereitete einen weiteren Treffer vor. Im folgenden Spieljahr 2019 pendelte er erneut zwischen erster und Reservemannschaft. Er kam in 16 Ligaspielen für die A-Auswahl zum Einsatz, in denen er einen Treffer erzielte und einen assistierte.
Zur Spielzeit 2020 schloss er sich ablösefrei dem Ligakonkurrenten IFK Mariehamn an, wo er einen Einjahresvertrag mit Option auf ein weiteres unterzeichnete. Am 25. Januar 2020 debütierte er bei der 0:3-Pokalniederlage gegen den FC Inter Turku für seinen neuen Verein. Sein erstes Tor erzielte er zwei Wochen später bei der 1:2-Pokalniederlage gegen den FC Honka. Trotz einer anfänglichen Rolle als Starter schaffte er auch beim Verein aus Åland nicht den Durchbruch und nach zwei Pokaltreffern im Frühjahr gelang ihm in der gesamten Ligasaison kein einziges Tor.
Am 1. Januar 2021 wechselte er ablösefrei zu den Tampereen Ilves. Für den Verein bestritt er aber nur drei Pokalspiele, bevor er im April 2021 zum IF Gnistan weiterzog.

### Nationalmannschaft
In der finnischen U-17-Nationalmannschaft debütierte Tolonen am 28. Juni 2016 im U-17 Baltic Cup gegen Estland. Bereits zwei Tage später markierte er gegen die lettische Auswahl einen Hattrick. Bei der 2:6-Niederlage am im Qualifikationsspiel zur U-17-Fußball-Europameisterschaft 2017 gegen Deutschland erzielte er beide Treffer für sein Heimatland. Drei Tage später traf er beim 5:0-Sieg in Armenien doppelt und bereitete ein Tor vor.
Am 4. Juni 2018 debütierte er beim 3:0-Heimsieg in einem Freundschaftsspiel gegen Montenegro für die U-19-Auswahl. Für die U-19-Fußball-Europameisterschaft 2018 in seinem Heimatland wurde Tolonen jedoch nicht berücksichtigt.

## Erfolge

### Verein

#### FC Honka Espoo
- Kakkonen Süd: 2016
- Aufstieg in die Veikkausliiga: 2017